# Spoorlijn Ahlhorn - Vechta
De spoorlijn Ahlhorn - Vechta was een spoorlijn tussen Ahlhorn (gemeente Großenkneten) en Vechta in de Duitse deelstaat Nedersaksen. De lijn was als spoorlijn 1561 onder beheer van DB Netze.

## Geschiedenis
Het traject werd door de Großherzoglich Oldenburgischen Eisenbahn (GOE) geopend op 1 oktober 1885. Tot 1952 heeft er personenvervoer plaatsgevonden, goederenvervoer op een aantal gedeelten tot de jaren 90 van de 20e eeuw. Thans is de volledige lijn opgebroken met uitzondering van een klein gedeelte bij Ahlhorn dat fungeert als aansluiting voor de Bundeswehr.